# Masquerade (trfの曲)
「masquerade」（マスカレード）は、1995年2月1日にavex traxよりリリースされたtrfの9枚目のシングル。2006年11月29日にはマキシシングル廉価版として再発売。

## 解説
1995年3部作の2作目でありTRF4作目のミリオンセラーを達成。
PVには、椛島永次（現・KABA.ちゃん）がダンサーとして出演（テレビ東京系『ASAYAN』等でコメントされている）。

## 収録曲
- 全作詞・作曲：小室哲哉　編曲：小室哲哉 & 久保こーじ(1・3)、Mix(1・3) & Remix(2): Pete Hammond & Steve Hammond

1. masquerade [original rock simulation mix]
銀座じゅわいよ・くちゅーるマキ『カメリアダイヤモンド』CMソング
2. Winter Grooves [VELFARRE snow club mix]
3. masquerade [instrumental]

## 収録アルバム
- 『dAnce to positive』
※ 記載されていないがリアレンジを施して収録
- 『WORKS -THE BEST OF TRF-』
- 『TRF 15th Anniversary BEST -MEMORIES-』
- 『TRF 20TH Anniversary COMPLETE SINGLE BEST』
- 『BEST SINGLE Collection × EZ DO DANCERCIZE』

## カバー
Masquerade
- 工藤夕貴 - 「masquerade -meets Youki Kudoh-」のタイトルで2006年発売のTRFのアルバム『Lif-e-Motions』に収録。
- 華原朋美 - 2015年発売のカバーアルバム『MEMORIES 3 -Kahara Back to 1995-』に収録。
- 速水ヒロ（CV.前野智昭）・大和アレクサンダー（CV.武内駿輔） - 2019年3月13日発売のアルバム『KING OF PRISM RUSH SONG COLLECTION -STAR MASQUERADE-』に収録。速水ヒロのソロと、ヒロとアレクサンダーが共に歌う「STAR MASQUERADE ver.」の2バージョンを収録。通販サイト「アニミュゥモ」限定購入特典CDにはアレクサンダーソロバージョンを収録。
- 香賀美タイガ（CV.畠中祐） - 2019年6月26日発売予定のシングル『KING OF PRISM -Shiny Seven Stars- マイソングシングルシリーズ 香賀美タイガ』に収録。テレビアニメ『KING OF PRISM -Shiny Seven Stars-』第3話エンディングテーマ。